# Kádrový pracovník
Kádrový pracovník (neformálně kádrovák) byla v Československu a dalších socialistických zemích v období 1948 až 1989 osoba, která byla pověřena najímáním a propouštěním zaměstnanců v podnicích a organizacích a vypracováním kádrových posudků. Většinou měl titul Zástupce ředitele pro kádrovou práci nebo ve větších podnicích byl vedoucím Kádrového a personálního útvaru. Kádrovák byl civilní obdobou vojenského politruka. Po roce 1990 se místo označení kádrový pracovník užívá slova personalista, obdobně místo Kádrové oddělení a personální oddělení se používá Oddělení pro lidské zdroje.
Moc kádrového pracovníka nebo jeho oddělení byla obrovská a měla fatální dopad na mnoho rodin, kdy se děti nedostaly na žádné školy a pro vzdělané pracovníky zbyly jen podřadné práce. Naopak do vedení podniků a institucí se dostávali nevzdělaní lidé se správným třídním původem, kteří pak napáchali mnoho škod. Společnost tak byla velmi omezena ve svém vývoji.

## Kádrový profil
Kádrový pracovník byl vykonavatelem kádrové politiky komunistické strany. Výběr pracovníků prováděl na základě nomenklaturních pořádků a podle zásad kádrové politiky. Hlavní kvalifikací pro práci byl třídní původ a členství v komunistické straně. Vláda uplatňovala toto kritérium při obsazování funkcí ve státní správě, hospodářství, kulturních a společenských organizacích. Nejdůležitějším dokumentem pracovníka tak byl kádrový profil a v něm uvedený třídní původ a členství nebo nečlenství v komunistické straně.

### Třídní původ
Jako třídní původ byly v Československu a dalších socialistických zemích mezi lety 1948 a 1989 označovány rodinné poměry s ohledem na společenské zařazení. Třídní příslušnost a ideologická uvědomělost rodičů byly jedním z důležitých faktorů úspěchu ve společnosti. Jedinci s vhodným kádrovým profilem byli zvýhodňováni v přístupu ke vzdělání, společenském uplatnění a kariérním postupu.
Nositeli vhodného třídního původu byly děti dělníků, členů zemědělských družstev a členů komunistické strany. Nežádoucí bylo narodit se v rodině bývalého průmyslníka, živnostníka, statkáře nebo dokonce aristokrata. Náboženství znamenalo také nesmazatelný škraloup v třídním původu. Nežádoucí byly tak rodiny, jejíž členové byli nábožensky veřejně aktivní.

### Členství v KSČ
Vládnoucí komunistická strana Československa, která měla vedoucí úlohu ve státě a neomezenou moc, se snažila o co nejširší členskou základnu. Kdo byl členem strany, byl upřednostňován v zaměstnání bez ohledu na svoji odbornost. Na některá místa, především vedoucí místa, bylo členství ve straně podmínkou. Kádrový pracovník měl za úkol nalézt pracovní kádry na příslušná místa, a pokud nebyl k dispozici člen komunistické strany, snažil se vhodného člověka donutit ke vstupu do strany. Mnoho lidí, aby mohlo vykonávat svoji práci, tak bylo nuceno do strany vstoupit. Kolaborace pracovníků s komunistickou stranou tak byla běžnou součástí života, a to i přes to, že dotyčný pracovník zastával zcela jiné politické názory.